# Focillidia
Focillidia là một chi bướm đêm thuộc họ Erebidae.

## Các loài
- Focillidia grenadensis Hampson, 1913
- Focillidia texana Hampson, 1913